# Florian Geyer (Drama, 1896)

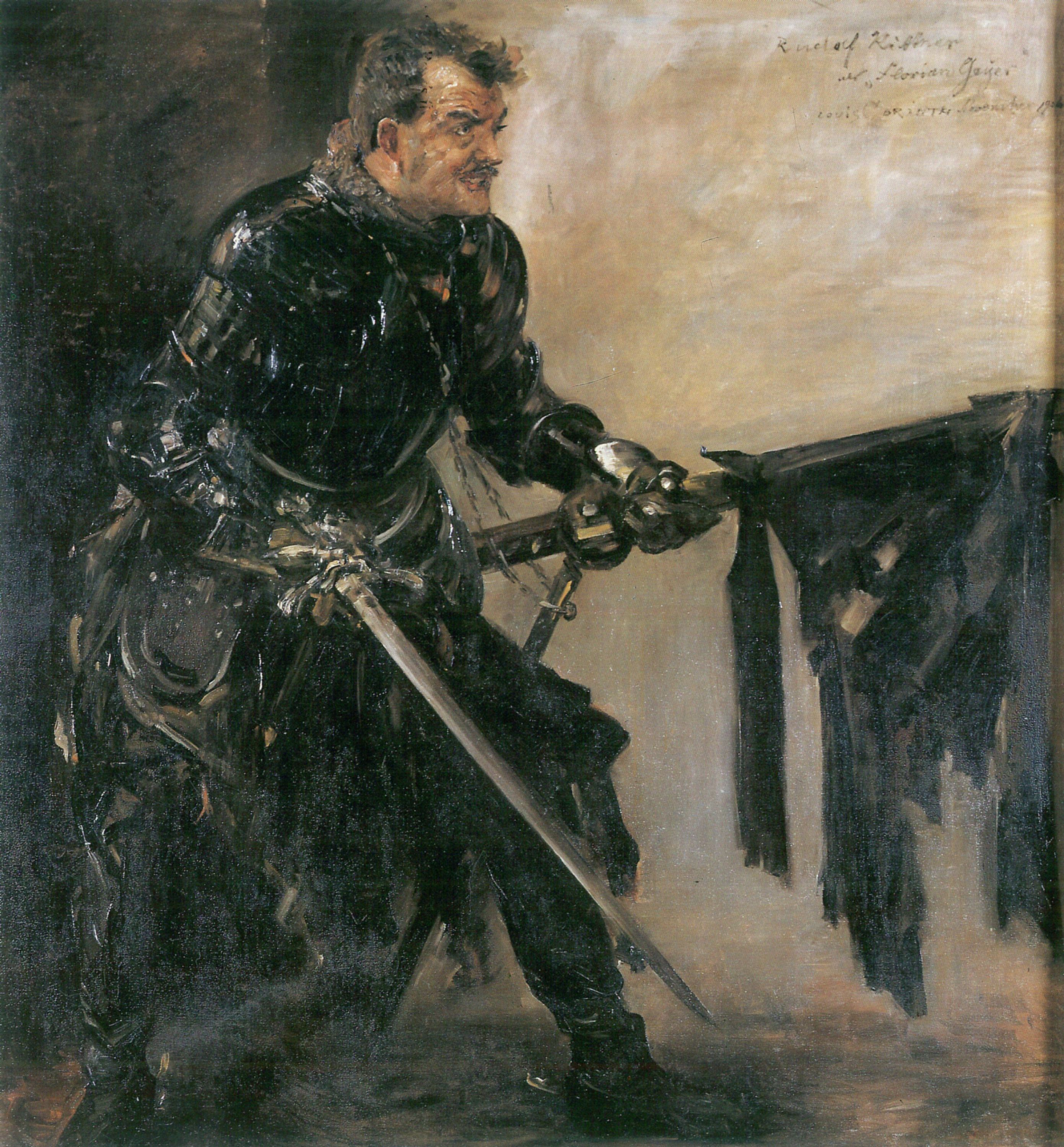
Rudolf Rittner in der Titelrolle des Florian Geyer, Gemälde von Lovis Corinth, 1906

Florian Geyer ist ein historisches Revolutionsdrama in fünf Akten des deutschen Nobelpreisträgers für Literatur Gerhart Hauptmann, das vom 24. Mai 1894 bis ins Jahr 1895 hinein entstand – der Autor hat in einem reichlichen Jahr über tausend Seiten beschrieben – und das am 4. Januar 1896 im Deutschen Theater Berlin uraufgeführt wurde.
Das Drama „thematisiert … die freiheitlichen Tendenzen des Reformationszeitalters und war vom Verfasser offenkundig als Beitrag zur Liberalisierung des ‚deutschen Geisteslebens‘ geplant.“

## Einstieg
| Akt      | Ort der Handlung                         | Seite in der verwendeten Ausgabe |
| -------- | ---------------------------------------- | -------------------------------- |
| Vorspiel | Schloss Unserer Frauen Berg bei Würzburg | 543                              |
| 1        | Neu-Münster Würzburg                     | 562                              |
| 2        | Gasthaus Kratzer Rothenburg              | 594                              |
| 3        | Rathaus Schweinfurt                      | 622                              |
| 4        | Herberge Kratzer Rothenburg              | 643                              |
| 5        | Schloss Rimpar                           | 664                              |

Die Handlung des Schauspiels beginnt Anfang Mai 1525 und endet mit dem Tod des Titelhelden am 10. Juni 1525. Zunächst lässt sich das Personal im Vorspiel ziemlich mühelos auseinanderhalten. Die adligen Herrschaften gehören hauptsächlich der Gegenpartei Florian Geyers an. Darauf wird das Eindringen in die spätmittelalterliche Welt durch die unübersichtliche Figurenvielfalt erschwert. Einen überschaubaren Einstiegspunkt bietet ein Blick auf die erbitterte Gegnerschaft Geyers am Ende des Bauernkriegsdramas: Florian Geyer – auf der Flucht – wird von seinem Schwager Wilhelm von Grumbach auf dessen Schloss versteckt. Einige seiner Feinde, als da sind Lorenz von Hutten, Graf Wolf von Kastell, Kunz von der Mühlen, Thomas von Hartheim, Thomas Schertlin und der Schäferhans, folgen dem Ermatteten. Gerhart Hauptmann lässt die meisten der genannten Gegner zuvor – über das Schauspiel verstreut – auftreten.

## Inhalt
Vorspiel
Der Schreiber Gilgenessig verliest die Zwölf Artikel der Bauern. Immer einmal wird er von den in ihrer Wortwahl nicht feinfühligen anwesenden Rittern unterbrochen. Der Aufruhr wird von den anwesenden Adligen nicht einhellig verteufelt. Zum Beispiel Wolf von Hanstein erinnert an die vom Truchseß gemeuchelten Bauern und ihren Anführer, den frommen Prediger Jakob Wehe zu Leipheim. Den Höhepunkt markiert der Auftritt des Bischofs Konrad von Würzburg und dessen Hofmeister Sebastian von Rotenhahn. Der Bischof resümiert vor seinen Getreuen das Geschehene, also die Erhebung der Bauern im März 1525 im Hochstift; erwähnt die Verhandlung der Fürsten mit Markgraf Kasimir in Neuenstadt und klagt: „Von all meinem Fürstentum und Landen ist mir nichts überblieben als dies einige Schloß, und davon muß ich itzt auch ziehen.“ Das sei alles halb so schlimm, meint von Rotenhahn. Einer Belagerung des Schlosses durch die Bauern könne die Besatzung sich mindestens „zween Monat erwehren“. Kunz von der Mühlen möchte „den Florian Geyer in ein Mauseloch prügeln“. Wolf von Hanstein lässt das nicht gelten: „Der Florian Geyer ist ein so ehrlicher Ritter und Reuter von Adel als irgendeiner im Lande zu Franken.“ Der Festungskommandant Markgraf Friedrich beendigt das Hin und Her der Meinungen mit einem Machtwort: Wer gehen will, soll jetzt gehen. Er wolle nun „die Burg zutun und zur Verteidigung beschicken“.
1
Bauernführer Wendel Hippler verhandelt mit den Repräsentanten des Bischofs von Würzburg. Wenn der Zuschauer nun glaubt, es gehe in dem Stück um die vierwöchige Belagerung der Veste Würzburg, der irrt. Zwar spielt der nächste Akt am Fuße des Schlosses in dem Würzburger Neumünster. Zwar ermahnt Florian Geyer die Anführer der angriffslustigen Heerhaufen im Würzburger „Versammlungsrat aller Haufen gemeiner Bauernschaft“ zur Besonnenheit: Es muss mit dem Sturm auf die Festung unbedingt abgewartet werden, bis „mauerbrechend Geschütz“ angekarrt worden ist. Doch im nächsten Akt findet der Zuschauer den Titelhelden in Rothenburg.
2
Florian Geyer, mehr Militärberater der kämpfenden Bauerntruppe als deren mitkämpfender Anführer, geht als Verhandlungsführer des Würzburger „bäurischen Kriegsrates“ nach Rothenburg. Dort wartet er auf Abgesandte des oben genannten Markgrafen Kasimir. Er wartet vergeblich. Während des Wartens wird über Gott und die Welt gesprochen. Karlstatt tauscht sich zum Beispiel mit Florian Geyer über Luther aus. Der „wütige Stier zu Wittenberg“ wird bei Gerhart Hauptmann zumeist als bornierter Kritiker des Werte schaffenden Bauernstandes gebrandmarkt.
Der Schäferhans nennt die aufständischen Bauern seine Brüder, gegen die er sich nicht stellen will. Wie sich schließlich ergibt, ist das geheuchelt. Der Schäferhans erschießt Florian Geyer am Ende des Stücks mit der Armbrust, weil er auf das vom Truchseß versprochene Kopfgeld von hundert Floren aus ist.
Schlechte Nachricht kommt aus Böblingen. Und in Würzburg wurden die Bauern beim Angriff auf das Würzburger Schloss geschlagen. Florian Geyer geht gen Ansbach.
3
Bis zur Ankunft Florian Geyers geben sich die Bauernführer in Schweinfurt gegenseitig die Schuld an der Niederlage in Würzburg. So behauptet zum Beispiel der Bauernführer Pfarrer Bubenleben, er habe Florian Geyer nicht nach Rothenburg geschickt.
Florian Geyer erscheint und geht mit seinen Anführern, die er in Würzburg zurückgelassen hatte und nun in Schweinfurt vorfindet, hart ins Gericht. Schimpfworte hat er für die Verlierer übrig, die nicht auf die Geschütze warten konnten. Der Widerspruch der Gescholtenen wird allmählich schwächer, bis der Bauernführer Jacob Kohl kleinlaut einwirft, er wolle „ehrlich werden. Mit dir [mit Florian Geyer] reiten, fechten und sterben.“
4
Rothenburger Bürger reden am Pfingstabend, dem Vernehmen nach sammle Florian Geyer in Brettheim überlebende Kämpfer um sich. Mit einer Wunde am Bein konnte Karlstatt dem Würzburger Gemetzel entrinnen, hat sich nach Rothenburg geschleppt und bittet die Bürger um Wasser und Brot. Er will dieses „arme, gottverfluchte Land“ verlassen und in die Schweiz gehen. Der Wirt bringt dem Verwundeten Essen und Trinken.
Florian Geyer erscheint. Er habe „einer göttlichen Sache gedient“ und wolle im Land bleiben. Zwar warteten Frau und Kind in Rimpar auf ihn, zwar habe ihm seine Frau geschrieben, er solle sich um sein kleines Kind kümmern, doch er will kämpfen und muntert seine Leute auf: „Lustig, Brüder! Warum sollen wir nit lustig sein?“
Die Heerhaufen der Bauern haben ihre vorletzte Schlacht gegen den Truchseß bei Königshofen verloren. Florian Geyer zieht in die letzte Schlacht; kämpft im „Schlößlein zu Ingolstadt“.
5
Der Ritter Wilhelm von Grumbach würde heute ein Wendehals geschimpft werden. Noch im 2. Akt hatte er von Lorenz Löffelholz, dem Feldschreiber Florian Geyers, einen Schutz- und Sicherheitsbrief erbettelt. Löffelholz hatte kommentiert, die Adligen suchten „ihren Vorteil, wie die Raben nach Aas fliegen“. Der Ritter hatte „das bäurische Kreuz am Arm“ gehabt und nun geht er den angerückten Verfolgern des Schwagers um den Bart. Immerhin versteckt er Florian Geyer in seiner Burg und gibt dem Suchtrupp auf ihre insistierenden Fragen tapfer ausweichende Antworten. Von noch viel mangelhafteren Charakters als Wilhelm von Grumbach ist dessen Ehefrau. Diese verrät den Verfolgern das Versteck des Schwagers und spricht somit gleichsam sein Todesurteil.

## Form
Die Semantik von Gerhart Hauptmanns spätmittelalterlichem fränkischen Deutsch kann stellenweise nur der Muttersprachler erraten. Das erschwert zwar das Verständnis, ist jedoch eigentlich Nebensache. Hauptsächlich muss hervorgehoben werden: Gerhart Hauptmann ist kein Schwarzweißmaler. Sowohl die Adligen als auch die Bauern sind sich uneins. Die Meinungsverschiedenheiten des Adels wurden bereits oben unter Vorspiel angesprochen. Auf der Gegenseite artikuliert der Bauernführer Pfarrer Bubenleben: „Man soll keinem Ritter … trauen … Ein Habicht wird niemals zur Taube.“ Und Bauernführer Flammenbecker wendet sich gegen Florian Geyer: „Brüder, wir brauchen keinen Hauptmann über uns alle.“
Leichtverständlich sind die Dialoge allerdings keinesfalls. Da existiert nicht nur die genannte Sprachbarriere, sondern hinter unzähligen Anspielungen verstecken sich historische Begebenheiten – Götz von Berlichingen erinnert zum Beispiel Florian Geyer: Denk an Möckmühlen, als du noch bestallter Hauptmann des Schwäbischen Bundes warst!
Da sich der Bauernkrieg beim besten Willen nicht auf die Bühne zwingen lässt – bei jeder der Entscheidungsschlachten metzelten die ihr Handwerk perfekt beherrschenden Landsknechte mehrere tausend schlecht bewaffnete Bauern – dominiert im Stück der Botenbericht:
- Feldschreiber Lorenz Löffelholz: „Da sehet den Florian Geyer an, der schonet des Seinen in keinem Weg. Haben ihm itzt die Stammburg mit Feuer niedergelegt, hat aber nit mit der Wimper gezuckt.“[9]
- Rektor Besenmeyer: „Der Truchseß von Waldburg hat eine Schlacht gewonnen … Bei Böblingen. Zwanzigtausend bäurische Brüder erschlagen.“[10] Des Weiteren berichtet Rektor Besenmeyer ganz genau, wie Pfeifer Melchior Nonnenmacher von Adligen hingerichtet wurde.[11]
- Rektor Besenmeyer: „Es ist ein Sturmangriff beschehen wider das Würzburger Schloss … Die Haufen der Bauern haben den Sturm erzwungen.“[12]
- Jöslein, ein alter Jude: „Was ein grausamer Herr ist der Truchseß. Behenket die Bäume mit Bauernleichen. Meh denn sechstausend Mann hätt er bis diese Stund richten lassen von des Schwäbischen Bundes Profoß.“[13]
- Link, ein Würzburger: „… die Bündischen hätten Weinsberg in Grund verbrannt mit allem Gut, …“[14]
- Feldschreiber Lorenz Löffelholz nach der Würzburger Niederlage zu den gescheiterten Bauernführern: „So habt ihr denn tausende bäurische Brüder wider das Schloß in den Tod und Verderben geführet und uf die Schlachtbank geben. Hernacher freilich, als der mehre Teil darniederlag und nichts meh sprach, der andere Teil uf den Tod verwund´t, von Pech und Schwefel verbrannt, blutig und vom Pulver geblendet, mit Ächzen und Schreien umkroche in den Gräben von Unserer Frauen Berg, bis sie elend verziefen, da riefet ihr nach dem Florian Geyer.“[15]
- Die alte Frau: „Der Markgraf hat meh dann fünfzig Bürgern von Kitzingen die Augen aus dem Kopf lassen brennen, mit glühenden Eisen …“[16]
- Kratzer, Rothenburger Gastwirt: „So ist es bei Frankenhausen beschehen. Haben die armen Leute gesungen: ‚Nun bitten wir den Heiligen Geist‘ und also singende hat man sie lassen treten unter die Hufe der Gäule, sie darniedergestochen, geschlagen und keinen geschonet.“[17]
- Karlstatt über die „Hölle zu Würzburg“: „Vor meinen sehenden Augen haben sie einen in Stücke gehauen und einander geworfen mit dem blutigen Fleisch. Sie haben ihn geschlachtet, wie man ein Kalb metzget, und er hat laut schreiende sich gewehret, daß ich mir hab beede Ohren verstopfet und dannoch Grausens bin worden …“[18]
- Karlstatt über Thomas Münzer: „… er sei gefangen, uf die Folter gespannt, darnach aber uf ein´n Wagen geschmiedet, dem Grafen von Mansfeld überschicket …“[19]

## Aufführungen
Bühne
- UA am 4. Januar 1896, Deutsches Theater Berlin. Regie: Emil Lessing, Dramaturgie: Otto Brahm. Mit Emanuel Reicher in der Titelrolle, Max Reinhardt als Rektor Besenmeyer und Rudolf Rittner als Schäferhans.
- 22. Oktober 1904, Lessingtheater. Regie: Emil Lessing mit Rudolf Rittner in der Titelrolle.
- August 1917: Frankfurt am Main (Debüt Karl Zeiss´ als Intendant an den Städtischen Bühnen Frankfurt)[20]
- 1926 Duisburg, Regie: Saladin Schmitt[21]
- 1929 Heidelberger Festspiele, Regie: Rudolf Rittner mit Heinrich George in der Titelrolle.[22]
- 13. November 1932: Staatsschauspiel Dresden
- 19. April 1933: Volksbühne Berlin. Regie: Heinz Hilpert, mit Eugen Klöpfer in der Titelrolle.[23]
- 1937/1938; Frankfurter Römerbergfestspiele[24]
- 17. November 1942: Burgtheater mit Ewald Balser in der Titelrolle. Gerhart Hauptmann nimmt an der Aufführung zusammen mit den Gauleitern Hanke und Schirach teil.[25]
- 1962: Volksbühne Berlin, Regie: Wolfgang Heinz

Hörspiel
- 1928: „Sende-Spiel“ des Deutschlandsenders Königs Wusterhausen[26]
- 1948: Berliner Rundfunk, Regie: Hannes Küpper, mit Alfred Schieske in der Titelrolle sowie Konrad Wagner, Erich Gühne, Kurt Mühlhardt, Eduard Wandrey, Klaus Miedel, Reinhold Bernt, Ivo Veit,u. a.

## Selbstzeugnisse
- Am 11. November 1904 an Hugo von Hofmannsthal zu der oben genannten Aufführung vom 22. Oktober: „Mit dem Florian Geyer ging es ganz gut. Ich habe jedenfalls die sehr große Freude gehabt das Stück wieder zu sehen in bewunderungswürdiger Darstellung.“[27]
- Als 1933 nach der Machtergreifung Intellektuelle in Scharen das Reich verließen, wurde Gerhart Hauptmann gefragt, weshalb er bliebe. Seine Antwort: „Ich bin alt. Außerdem habe ich für jede Partei ein Stück geschrieben: bei den Nazis kann ich mich auf den Florian Geyer berufen, …“[28]

## Anekdote
Im Spätsommer 1892 fand Gerhart Hauptmann in St. Gallen gute Arbeitsbedingungen vor und blieb ein paar Wochen. August und Julie Bebels Tochter Frieda hatte nach dorthin geheiratet. Die Eltern hielten sich bei der Tochter zu Besuch auf. Hauptmann lernte die Familie näher kennen. Später erkundigte sich der Sozialistenführer angelegentlich bei Wilhelm Blos für Hauptmann zu gewissen Details aus der Zeit des Bauernkrieges.

## Rezeption
- Uraufführung
  - 1896: Maximilian Harden zu dem Theaterabend: Dieser gehört zu den „trostlosesten, den ich je in einem ernsten Schauspielhause erlebt habe“[30].
  - 1896: Heinrich Hart zu dem Desaster: „Man erwartete ein Revolutionsdrama und kein Resignationsdrama.“[31]
  - 1896 Harry Graf Kessler verteidigte das Stück noch am Abend der Aufführung vor Eberhard von Bodenhausen, Alfred von Nostitz-Wallwitz und Nikolaus Graf von Seebach.[32]
  - 1896: Moritz Heimann an Margarete Hauptmann: „Heute bekomme ich das Buch vom Florian Geyer, und da sehe ich denn, wie sie ihn verhunzt haben … Die Bühne kann das einfach nicht.“[33]
  - 1896: Nach der Premiere steht Gerhart Hauptmann, auch aus familiären Gründen[34], kurz vor dem Suizid. Zum Glück im Unglück verhilft ihm der Grillparzer-Preis am 15. Januar aus dem Psychotief.[35]
  - 1995: Leppmann zum Fiasko: Gerhart Hauptmann habe sich für die Titelrolle zwischen Josef Kainz, Rudolf Rittner und Emanuel Reicher entscheiden müssen. Emanuel Reicher in der Titelrolle sei die falsche Besetzung gewesen.[36]
  - 1998: Marx schreibt, die Aufführung sei „zu Hauptmanns Überraschung ein totaler Mißerfolg“[37] geworden. Mit der Enttäuschung des Premierenpublikums sei erstaunlicherweise sogar das Desinteresse der Zensurbehörde des Kaiserreichs einhergegangen.[38]
  - 1998: Sprengel[39] lässt sich über den Misserfolg aus und nennt das Stück ein „naturalistisches Experiment“.
- 1896: Gerhart Hauptmann habe sich, die Historie betreffend, an Wilhelm Zimmermanns Allgemeine Geschichte des großen Bauernkrieges (1841–1843) gehalten. Dazu der Historiker Hermann Lenz: Florian Geyers führende Rolle im Bauernkrieg sei von Zimmermann erfunden.[40]
- 1902: August Strindberg kritisiert: „Ein Kunstwerk sollte etwas nachlässig sein, unvollkommen wie ein Naturerzeugnis.“[41]
- 1919: Alfred Polgar beobachtet: „Menschen unserer Zeit steht das Florian Geyer-Stück besonders nahe: als ein Drama, in dem sich Finsternis und Sternenlicht des Heute spiegeln.“[42]
- 1922: Paul Schlenther spottet fein: „Es ist ein parlamentarischer Grundzug in diesem Florian Geyer. Eine Debatte löst die andere ab … Das Wichtigste erfahren wir nicht durchs Auge, sondern durchs Ohr.“[43]
- 1952: Mayer hadert: „Folgt man Hauptmanns Darstellung, so muß es scheinen, als sei der Bauernkrieg verloren worden, weil man Geyers Anordnung nicht befolgte; eine geschichtlich völlig unrichtige Konzeption!“[44] Zudem stellte sich Gerhart Hauptmann gegen den deutschen Partikularismus. Er machte aus dem Bauernkrieg einen Kampf der Konfessionen. Die Evangelischen unterlagen.[45][A 8] Es siegten die Katholiken. Hauptmann ging es um mehr als um die rechte Konfession, wenn er seinem Titelhelden das große Wort von der Einheit Deutschlands in den Mund legt: „Unser Fürnehmen stehet allein darauf, dem Kaiser[A 9] seine alte Macht wiederzugeben, unverkümmert von Pfaffen und Fürsten.“[46] (Zu Mayer siehe auch bei Marx, S. 90, 17. Z.v.u.)
- 1984: Sprengel schließt sich Thomas Manns Meinung zu historischen Stücken an: Auf die Bühnen müssten „die geknechteten und revoltierenden Bauern“ gestellt werden. Gerhart Hauptmann aber habe sich auf die Ritter konzentriert, insbesondere auf Florian Geyer – einen abtrünnigen Ritter.[47]
- 1995: Leppmann: Der Florian Geyer Gerhart Hauptmanns kämpfe nicht (den Schluss des Stücks ausgenommen), sondern rede nur.[A 10] Rudolf Presber habe diesen Florian Geyer folgendermaßen karikiert: „Ich rühr mich nicht. Ich sitz´ bloß gepanzert auf meinen Hintern und red´.“[48] Gerhart Hauptmann habe seinen Zuschauer gekannt. Dieser habe ein Identifikationsproblem mit den (gegenüber den Webern) zu weit zurückliegenden Geschehnissen gehabt. Deshalb habe der Autor neben der sozialen und religiösen überflüssigerweise die patriotische Komponente aufgegriffen.[49]
- 1996: Tschörtner reflektiert eine Haltung der DDR-Kulturpolitik: Gerhart Hauptmann habe, indem er „Niedergang und Verfall des Bauernheeres in den Vordergrund“ rücke, ein falsches Geschichtsbild gemalt.[50]
- 1998: Marx kritisiert: „Hauptmann zeigt nicht … den kollektiven Ausbruch eines Aufstands, sondern die problematischen Folgen der ersten militärischen Erfolge.“[51] Des Weiteren sei Florian Geyer ein Mann in der Nachfolge Jesu, der also leide.[52]
- 2012: Sprengel: Der Ritter Wolf von Hanstein sei Adalbert von Hanstein und der Gastwirt Kratzer von Rothenburg Max Kretzer nachgebildet.[53] Am 14. Oktober 1895 habe Gerhart Hauptmann seinem Dramaturgen Otto Brahm das Drama in sechs Stunden rezitiert.[54] Moritz Heimann sei voll des Lobes gewesen.[55] 1928 hätten dann zu guter Letzt Der Biberpelz und Florian Geyer „allgemeine nationale Popularität erlangt“[56].

### Ausgaben
- Florian Geyer. 302 Seiten. S. Fischer Verlag, Berlin 1896
- Florian Geyer. Die Tragödie des Bauernkrieges. S. 539–692 in Gerhart Hauptmann: Ausgewählte Dramen in vier Bänden. Bd. 1. Mit einer Einführung in das dramatische Werk Gerhart Hauptmanns von Hans Mayer. 692 Seiten. Aufbau-Verlag, Berlin 1952 (verwendete Ausgabe)

### Sekundärliteratur
- Florian Geyer S. 100–114 in Peter Sprengel: Gerhart Hauptmann. Epoche – Werk – Wirkung. 298 Seiten. C.H. Beck, München 1984 (Beck´sche Elementarbücher), ISBN 3-406-30238-6
- Wolfgang Leppmann: Gerhart Hauptmann. Eine Biographie. Ullstein, Berlin 1996 (Ullstein-Buch 35608), 415 Seiten, ISBN 3-548-35608-7 (identischer Text mit ISBN 3-549-05469-6, Propyläen, Berlin 1995, untertitelt mit Die Biographie)
- Florian Geyer, S. 86–92 in: Friedhelm Marx: Gerhart Hauptmann. Reclam, Stuttgart 1998 (RUB 17608, Reihe Literaturstudium). 403 Seiten, ISBN 3-15-017608-5
- Peter Sprengel: Geschichte der deutschsprachigen Literatur 1870–1900. Von der Reichsgründung bis zur Jahrhundertwende. München 1998, ISBN 3-406-44104-1
- Peter Sprengel: Gerhart Hauptmann. Bürgerlichkeit und großer Traum. Eine Biographie. 848 Seiten. C.H. Beck, München 2012 (1. Aufl.), ISBN 978-3-406-64045-2